# 虹桥路
虹桥路是中国上海市跨长宁区及徐汇区的一条干道，东起华山路，西至上海虹桥国际机场，长8623米，宽40米。
虹桥路系1901年由上海公共租界工部局越界筑路，原为向西到青浦交界地区的一条新道路，即通向佘山道路的第一段。初期建设到新泾乡新泾港为止，以其附近的虹桥镇命名，后建设到上海虹桥国际机场的西大门。
当时虹桥路东端的走向为今日的广元西路，起点在交通大学。后于1997年改道徐镇路至徐家汇。2019年5月9日，经上海市规划和自然资源局批准，原迎宾一路（延安高架路虹桥路匝道—虹桥机场1号航站楼）更名为虹桥路，虹桥路进一步延伸至虹桥机场1号航站楼的出发、到达区。
虹桥路沿路在1930年代和1940年代曾经修建一批别墅建筑，如1390号、1430号宋氏别墅 、1440号陈氏别墅、1518号、2258号孔氏别墅、2275号、2310号羅別根花園、2374号、2409号沙逊别墅、2419号泰晤士报社别墅、美丰银行别墅等。其中一部分在1949年以后改为宾馆，如龙柏饭店、西郊宾馆等。原高尔夫球场则在1950年代改建为西郊公园（即现在的上海动物园）。1990年代以后新建了上海市农业展览馆、广播大厦等。

## 交会道路（东向西）
- 华山路
- 文定路
- 宜山北路、宜山路
- 徐虹北路
- 广元西路
- 番禺路
- 淮海西路
- 凯旋路
- 长顺路
- 中山西路
- 宋园路
- 姚虹路
- 姚虹西路
- 伊犁路、伊犁南路
- 玛瑙路
- 金珠路
- 延安西路
- 古北路
- 水城路、水城南路
- 虹许路
- 龙溪路、虹梅路
- 剑河路
- 程家桥路
- 哈密路
- 虹井路
- 延安西路、外环线、沪青平公路